# Danh sách album quán quân (Mỹ)
Dưới đây là một phần Danh sách album quán quân tại Hoa Kỳ theo năm từ bảng xếp hạng Billboard 200. Mỗi bảng xếp hạng thường được ra mắt vào ngày cuối tuần.